# Đài Tưởng niệm Thomas Jefferson
Đài tưởng niệm Jefferson hay Điện Thomas Jefferson được chính thức khánh thành vào tháng 4/1943 nhân dịp kỷ niệm 200 năm ngày sinh của Cố Tổng thống Thomas Jefferson. Công trình nằm bên bờ hồ Tidal Basin, ở giữa rừng hoa anh đào Nhật Bản. Kiến trúc sư của điện Jefferson là John Russell Pope và được xây bởi nhà thầu ở Philadelphia là Tyler Nichols và hoàn thành năm 1943. Điện lấy khuôn mẫu của đền Pantheon, đi kèm với tư tưởng thể hiện khát vọng tự do, độc lập và công bằng của vị Tổng thống nước Mỹ. Khu tưởng niệm mang nhiều nét cổ kính, được xây dựng vào thời điểm mà tư tưởng hiện đại đang phát triển mạnh. Phần ngoại thất được dựng từ đá marble Vermont còn phần nội thất chủ yếu là đá marble Georgia và đá vôi. Đài Tưởng niệm Jefferson theo kiểu bán cổ điển (neoclassical) là kiến trúc nhiều cột (kiểu đền La Hy) với vòm mái hình bán cầu màu trắng.
Bên trong công trình là nơi đặt tượng tổng thống Thomas Jefferson.